# Jameela Jamil
Jameela Alia Jamil (Londra, 25 febbraio 1986) è una conduttrice televisiva, attrice, doppiatrice, modella e attivista britannica. 
Dopo aver iniziato la sua carriera come presentatrice televisiva su Channel 4, conducendo numerosi programmi sulla cultura pop dal 2009 al 2012, è diventata la conduttrice radiofonica di The Official Chart nonché la co-conduttrice, assieme a Scott Mills, di The Official Chart Update su BBC Radio 1. È stata la prima presentatrice femminile solista della trasmissione.
In seguito al timore di un cancro al seno, nel 2016 Jameela Jamil si è trasferita a Los Angeles, dove si è affermata grazie al ruolo di Tahani Al-Jamil nella serie televisiva della NBC The Good Place. Attiva anche come modella, la Jamil è stata fotografata da Vogue, Glamour, Cosmopolitan e Teen Vogue, oltre ad aver scritto articoli per The Times, Cosmopolitan e The Huffington Post, ed essere la presentatrice del quiz televisivo The Misery Index nonché una dei giudici di Legendary.

## Biografia

### Primi anni
Jameela Alia Jamil è nata a Londra il 25 febbraio 1986, da padre indiano e madre pakistana, Ali e Shireen Jamil.
Affetta da perdita dell'udito congenita e labirintite sin dalla nascita, Jamil ha dovuto subire diverse operazioni correttive rimanendo con un'udibilità del 70% nell'orecchio sinistro e del 50% nell'orecchio destro. Cresciuta dalla madre in condizioni di semi-povertà, durante l'infanzia ha avuto problemi ad integrarsi a scuola, dove per il suo carattere timido e studioso, la sua etnia e la corporatura sovrappeso, è stata spesso vittima di bullismo. All'età di nove anni, le fu diagnosticata la sindrome di Ehlers-Danlos  una malattia genetica che colpisce il tessuto connettivo del corpo e può causare una grande varietà di sintomi, alcuni dei quali potenzialmente letali; tra i più comuni sono l'ipermobilitá delle articolazioni, i dolori articolari, l'iperelasticitá della pelle, la formazione anomala di cicatrici, e l'estremo affaticamento, problemi digestivi e problemi cardiaci. A dodici anni le venne invece diagnosticata la celiachia.
Da adolescente ha sofferto di anoressia nervosa e, tra i 14 e i 17 anni, non ha consumato un solo pasto completo. Ha dichiarato di ritenere che il suo disturbo alimentare si sia sviluppato a causa della pressione sociale:
Nel 2003, all'età di 17 anni, la Jamil è stata investita da un'auto "mentre fuggiva da un'ape", rompendosi diverse ossa e danneggiandosi la spina dorsale. Le fu detto che non avrebbe mai più potuto camminare, ma riuscì a riprendersi lentamente dopo il trattamento con gli steroidi e la fisioterapia, usando un deambulatore per ricominciare a camminare. Jamil ha definito l'incidente come ciò che l'ha spinta verso la guarigione, affermando che ha cambiato il suo rapporto col suo corpo "inculcandole un po' di buon senso".
Ha frequentato la Queen's College School di Londra ma non è riuscita a completare il livello avanzato a causa dell'incidente e, in seguito, ha insegnato inglese agli studenti stranieri presso la Callan School of English, lavorando contemporaneamente come modella, fotografa e fashion scout per Premier Model Management Limited.
All'età di 21 anni ha subito un avvelenamento da mercurio attribuito alla perdita di mercurio dalle otturazioni dentali in amalgama esacerbato dalla loro rimozione impropria, che ha provocato diversi fori lungo il suo sistema digestivo.

### 2009–2015: Iniziale carriera mediatica

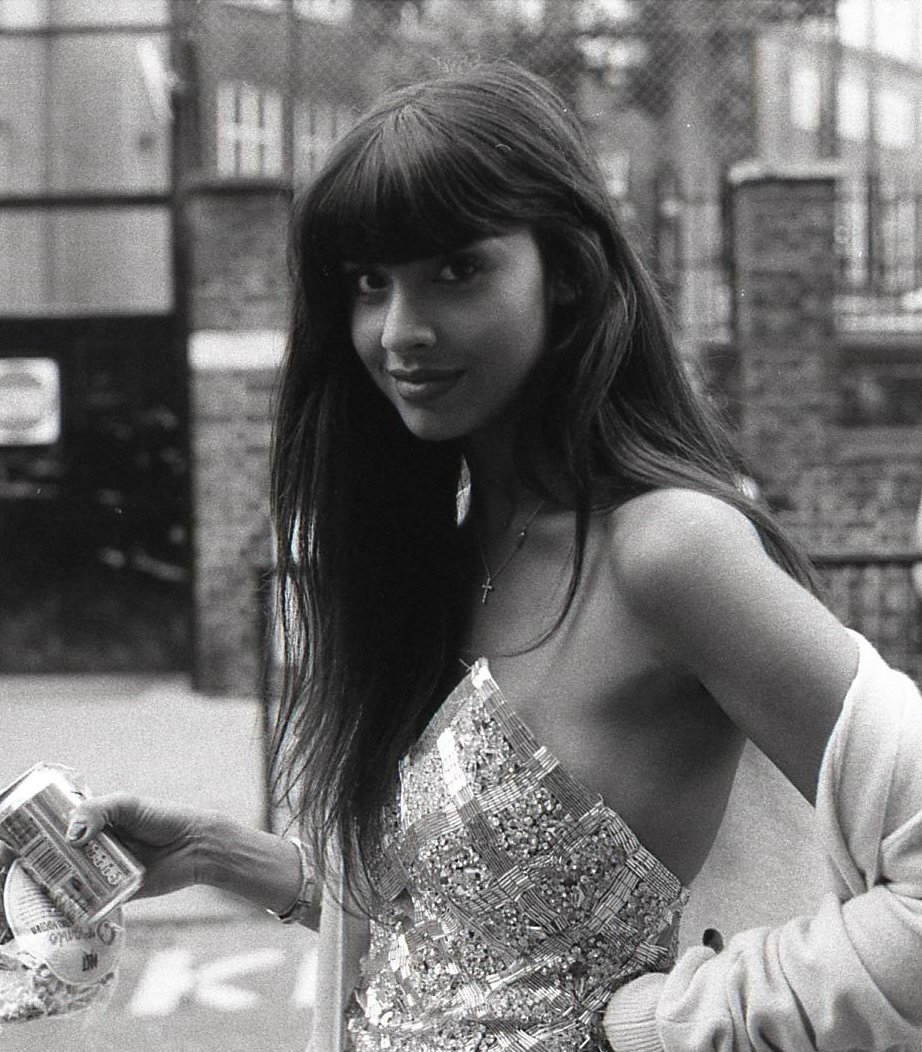
Jameela Jamil alla Settimana della moda di Londra 2009

Nel 2008 cominciò a lavorare in televisione come presentatrice dopo essere stata scoperta da un produttore in un bar, e dopo aver presentato la sua candidatura via mail a E4 ha fatto il suo debutto nel loro show Music Zone. L'anno successivo ha iniziato a presentare T4 a gennaio, quando Alexa Chung ha lasciato il programma televisivo mattutino Freshly Squeezed succedendole come conduttrice accanto a Nick Grimshaw.
Jamil ha presentato The Closet, uno show di consulenza di moda online sul social network Bebo, creato e prodotto da Twenty Twenty Television come parte del programma della commissione Bebo Originals. In seguito ha posato come modella per Vogue nel gennaio 2010 per il servizio di David Bailey "British Editorial Class of 2010". Nello stesso anno ha inoltre lavorato occasionalmente come DJ per eventi dopo essersi intrufolata alla festa di compleanno di Elton John mentendo ai buttafuori e raccontando come scusa di essere stata invitata a fare la DJ perché aveva esperienze precedenti. In seguito a tale esperienza ha continuato a fare la DJ per otto anni, studiando contemporaneamente musica per sei anni con una borsa di studio.
Dal 2012 al 2014 ha scritto una rubrica per la rivista mensile femminile Company, nel gennaio 2012 ha sostituito June Sarpong alla conduzione del reality show L'uomo per me. Più avanti in quello stesso anno, dopo che Raggie Yates annunciò che avrebbe abbandonato la BBC Radio 1, Jamil lo sostituì, diventando la prima conduttrice donna del programma radiofonico The Official Chart, nonché la co-conduttrice, assieme a Scott Mills, di The Official Chart Update. Nel giugno 2012, la Jamil ha collaborato con Very per il debutto della sua prima collezione di moda.
(Jameela Jamil sull'essere la prima conduttrice donna di The Official Chart)

### 2016-presente: Transizione nella recitazione
Nel 2016, in seguito al timore di aver contratto un cancro al seno, la Jamil lasciò Londra per trasferirsi a Los Angeles, senza alcuna intenzione di iniziare a recitare e, anzi, puntando a diventare sceneggiatrice. Mentre lavorava come scrittrice presso 3 Arts Entertainment, il suo agente le disse che Michael Schur, co-creatore di Parks and Recreation, era alla ricerca di un'attrice britannica per una nuova serie comica in produzione. Sebbene la Jamil non avesse avuto precedenti esperienze di recitazione e fosse diffidente riguardo ai provini, accettò di farlo, colpendo i produttori e, in seguito, venendo richiamata per un secondo colloquio con Schur e i produttori, in cui le venne chiesto di improvvisare e, a seguito della quale, le fu assegnato il ruolo.

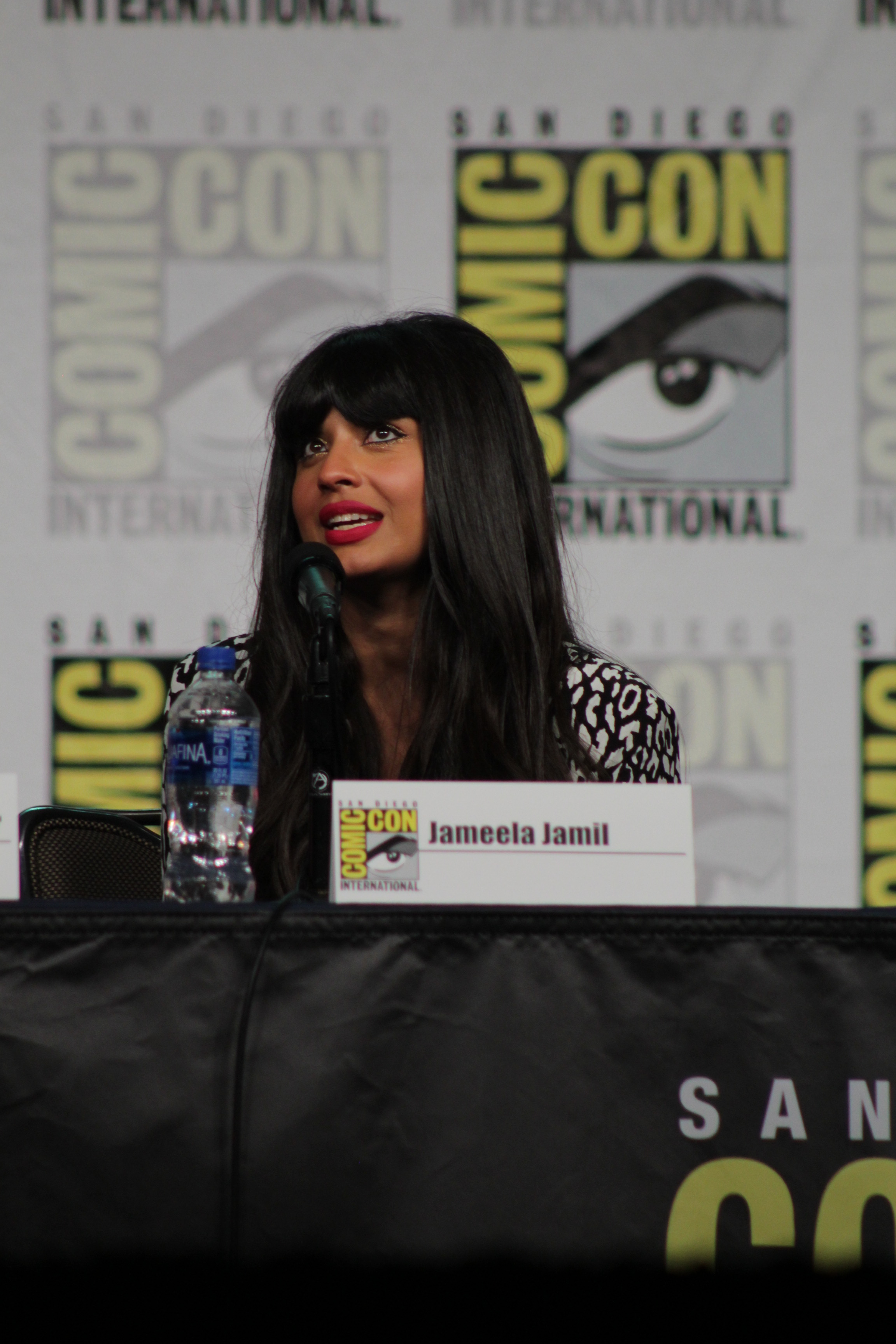
Jameela Jamil al San Diego Comic-Con International del 2019.

Lo show ha debuttato nel settembre 2016 con la Jamil come membro regolare del cast della commedia fantastica NBC The Good Place, dove interpreta il personaggio di Tahani Al-Jamil (letteralmente: "congratulazioni bellissima" in arabo), accanto a Kristen Bell, Ted Danson, William Jackson Harper, Manny Jacinto e D'Arcy Carden.
La Jamil ha realizzato la sua prima copertina di una rivista americana sull'edizione di febbraio 2018 di The Cut, stesso anno in cui ha presentato "Wide Awake with Jameela Jamil" un segmento ricorrente di Last Call con Carson Daly durante l'ultima stagione del programma. Nel 2019 ha fatto il suo debutto come doppiatrice, prestando la voce a Gandra Dee nella serie d'animazione DuckTales, mentre l'anno successivo si è unita al cast del cartone animato Disney di ispirazione indiana ambientato nel fittizio Jalpur Mira - Detective reale dando la voce a Pushpa, la zia della protagonista.
Tra il 2017 e il 2018 ha inoltre contribuito alla produzione del quarto album del suo compagno, il musicista James Blake, intitolato Assume Form, venendo accreditata come produttrice aggiuntiva di cinque canzoni.
Dal 2019, la Jamil ha presentato il gioco a premi comico della TBS The Misery Index. Jamil è stata una delle quindici donne selezionate per comparire sulla copertina del numero di settembre 2019 del Vogue britannico, Forces for Change, a cura di Meghan Markle.
Nel marzo 2020 ha posato completamente vestita, in giacca e cravatta, in un servizio della rivista Playboy per il numero On Speech. In seguito ha twittato: «Per le mie foto su Playboy, volevo essere fotografata come un uomo, niente ritocchi, alta risoluzione, abiti larghi, comodi e completamente non sessualizzata. Mi sentivo estremamente libera».
Nell'aprile 2020, ha debuttato il suo podcast I Weigh with Jameela Jamil, che si concentra sui successi delle donne, la body positivity, l'attivismo e l'inclusività razziale. Nell'ottobre del 2020, il podcast è stato candidato per un E! People's Choice Award. Sempre nello stesso anno, è diventata una dei giudici di Legendary assieme a Law Roach, Leiomy Maldonado e Megan Thee Stallion. L'anno successivo ottiene il ruolo ricorrente di Asencia nella serie animata Star Trek: Prodigy.
Il 10 giugno 2021, a giugno, è stata scritturata per il ruolo della supercriminale Titania nella serie televisiva del Marvel Cinematic Universe su Disney+ She-Hulk: Attorney at Law.
Nello stesso anno ha contribuito alla produzione del quinto album di James Blake, Friends That Break Your Heart, in particolare al primo singolo "Say What You Will".

## Vita privata
Jameela Jamil ha una relazione con James Blake dal 2015. È dichiaratamente queer.
Nell'episodio del 1º ottobre 2018 di Good Morning America - completo di riprese video - la Jamil ha rivelato di aver perso un dente, essersi rotta il naso e un gomito, nonché procurata una commozione cerebrale quando è scivolata cadendo di faccia per aver corso assieme a Olly Murs attorno al set in occasione di un evento registrato in cui facevano da presentatori al concerto di volontariato a Londra di Orange Rockcorps nel settembre 2010.
Nel maggio 2019, la Jamil ha rivelato di aver abortito in giovane età, dichiarando: «È stata la decisione migliore che abbia mai preso. Sia per me, sia per il bambino che non volevo, e per cui non ero pronta, emotivamente, psicologicamente e finanziariamente».
Il 3 ottobre 2019, in un'intervista su Hard Talk, un programma della BBC News Channel, ha rivelato di essere stata più volte violentata, palpeggiata, molestata sessualmente in pubblico e perseguitata nel corso della sua vita e che, sebbene in passato abbia incolpato le donne, ha poi cambiato prospettiva incolpando il patriarcato sociale che produce tale scenario.
Jamil ha sofferto di ansia, depressione e disturbo ossessivo-compulsivo, mentre ll 10 ottobre 2019, nell'ambito della giornata mondiale della salute mentale, ha rivelato di essere sopravvissuta a un tentativo di suicidio sei anni prima, criticando la mancanza di servizi per coloro che hanno lottato con problemi di salute mentale e rivelando di aver preso parte alla terapia EMDR per curare il suo disturbo da stress post-traumatico. Inoltre, in un episodio del talk show Red Table Talk del 2020, ha dichiarato di aver tentato il suicidio anche otto anni prima a causa di un esaurimento nervoso e che dunque quello reso pubblico l'anno prima era il suo secondo tentativo.

## Attivismo

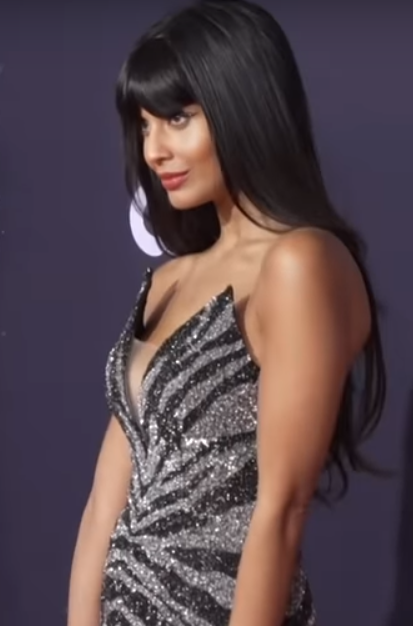
Jameela Jamil nel 2019

Alla fine del 2015, la Jamil ha lanciato Why Not People?, una società dedicata a realizzare e ospitare eventi di intrattenimento dal vivo accessibili a persone con disabilità. 
Nel marzo 2018, la Jamil ha creato un account su Instagram chiamato I Weigh, ispirata da una foto che aveva trovato online di Kourtney, Kim e Khloé Kardashian con le loro sorellastre Kendall e Kylie Jenner, che specificava il peso di ciascuna di loro. La Jamil ha descritto I Weigh come «un movimento... per noi, per sentirci preziose e vedere quanto siamo meravigliose e guardare oltre la carne sulle nostre ossa». L'account accoglie con favore l'invio di selfie non modificati o aerografati dei follower utilizzando l'hashtag #iweigh, con un testo che descrive le cose di cui si sentono grati o orgogliosi. In parte a causa di quest'operazione, Jamil è stata elencata come una delle 100 donne della BBC nel 2018.
Jamil critica aspramente i frullati dietetici e i prodotti soppressori dell'alimentazione. Ha spiegato che da adolescente si è spinta a patire la fame, ha preso lassativi e consigli da celebrità su come perdere peso. Ha criticato la rapper Cardi B, i Kardashian e altri influencer per la promozione di soppressori dietetici attraverso i social media. La Jamil ha creato una petizione tramite change.org, intitolata "Stop alle celebrità che promuovono prodotti dietetici tossici sui social media", con l'obiettivo di raggiungere 150.000 firme. Ha invitato i servizi di social media come Facebook, Twitter e Instagram a vietare tale pratica, sottolineando la sua pericolosa retorica sui giovani adolescenti impressionabili.
(Estratto dalla petizione sulle diete di Jamil)
Usando i social media, la Jamil ha spesso richiamato gli standard del settore mediatico etichettando altre celebrità femminili come "agenti doppiogiochiste del patriarcato" che promuovono un'immagine corporea malsana, spesso ribadendo la propria esperienza di disturbo alimentare nelle sue argomentazioni. Nel 2013, ha criticato Rihanna nella sua rubrica per la rivista Company, accusandola di mantenere una relazione col suo aguzzino per la fama, fumare marijuana e di aver pubblicato "immagini provocatorie su Instagram per milioni di follower affamati". Nel 2014 ha espresso la sua disapprovazione nei confronti di Beyoncé per aver sessualizzato la sua immagine pubblica esattamente come Nicki Minaj, Rihanna, Miley Cyrus e Iggy Azalea, criticandole per «illudersi che sia "femminismo" se fai uscire la tua figa alle "tue condizioni"». Nel 2019 ha ripreso la rapper Cupcakke su Twitter dopo che essa aveva dichiarato di voler fare un "digiuno dall'acqua". Jamil ha inoltre spesso espresso la sua disapprovazione nei confronti di Kim Kardashian per aver promosso ideali corporei malsani come indossare un corsetto, promuovere l'uso di trucco per il corpo per coprire le imperfezioni della pelle come la psoriasi e per offrire indumenti modellanti premaman nella sua linea di moda. Nell'agosto 2020, la Jamil ha annunciato su Twitter che avrebbe eliminato i tweet dal 2009 al 2020 per rendere il suo account più incentrato sull'attivismo tuttavia, nel novembre dello stesso anno, la Jamil ha affermato che ad aver causato la scomparsa dei suoi post su Twitter nei mesi precedenti sarebbe stata un'app di terze parti e che aveva cancellato l'intera cronologia dei suoi post su Twitter per capire perché i suoi post fossero stati rimossi.
Jamil è contraria all'aerografia delle immagini editoriali e si rifiuta di ritoccare tutti i suoi servizi fotografici.
(Estratto dall'intervista sulla copertina della rivista Nylon del 2018)
È anche molto critica nei confronti degli standard del settore della moda e ha osservato che i modelli delle passerelle sembravano "affamati da tempo" e "terrorizzati". Ha spesso fatto riferimento alle modelle di Victoria's Secret come controesempio della propria identità e ha definito lo stilista di Chanel Karl Lagerfeld uno «spietato misogino grassofobico» dopo la sua morte.
Jamil sostiene anche il movimento di sensibilizzazione sui cambiamenti climatici, esprimendo la sua ammirazione per Jane Fonda, Greta Thunberg e molti altri attivisti. Ha dichiarato di non voler rischiare di essere arrestata per la causa in prima persona, a causa del suo status di immigrata di colore.

### Beneficenza
Jamil è apparsa su C4 Orange Rockcorps 2009, offrendosi volontaria per aiutare a creare un concerto per finanziare progetti della comunità locale. Ha sostenuto la Cultural Learning Alliance, che promuove l'accesso alla cultura per bambini e giovani, e Vinspired National Awards per le persone di età compresa tra 16 e 25 anni che hanno contribuito alle loro comunità attraverso il volontariato. 
Jamil ha realizzato una sua versione di SpongeBob SquarePants e l'ha messa all'asta dando tutto il ricavato a Childline. Si è inoltre offerta di indossare un costume da pollo per un numero di giorni pari alle migliaia di sterline che avrebbe raccolto per Comic Relief. Riuscì a far incassare all'ente circa £ 16.000 e indossò il costume per 16 giorni consecutivi.

## Filmografia

### Attrice

#### Cinema
- La leggendaria Dolly Wilde (How to Build a Girl), regia di Coky Giedroyc (2019)
- Marry Me - Sposami (Marry Me), regia di Kat Coiro (2022)
- La probabilità statistica dell'amore a prima vista (Love at First Sight), regia Vanessa Caswill (2023)

#### Televisione
- The Good Place – serie TV, 50 episodi (2016-2020)
- She-Hulk: Attorney at Law – serie TV, 5 episodi (2022)
- Pitch Perfect: Bumper in Berlin – serie TV, 6 episodi (2022)
- Safe Space - serie TV, episodi sconosciuti (2022)
- Poker Face – serie TV, episodio 1x06 (2023)

### Doppiatrice

#### Cinema
- DC League of Super-Pets, regia di Jared Stern (2022) - Wonder Woman
- Love at First Sight, regia di Vanessa Caswill (2023) - Narratrice
- Elio, regia di Domee Shi e Madeline Sharafian (2025)

#### Televisione
- Animals. – serie animata, episodio 3x04 (2018)
- Robot Chicken – serie animata, episodio 10x10 (2019)
- DuckTales – serie animata, 6 episodi (2019-2021)
- Harley Quinn – serie animata, episodio 2x09 (2020) - Eris
- American Dad! – serie animata, episodio 15x09 (2020)
- Animaniacs – serie animata, episodio 1x12 (2020)
- Crossing Swords – serie animata, 8 episodi (2020-2023)
- I Rugrats (Rugrats) – serie animata, episodio 1x02 (2021)
- Mira - Detective reale (Mira, Royal Detective) – serie animata, 18 episodi (2020-2022)
- Jurassic World - Nuove avventure (Jurassic World Camp Cretaceous) – serie animata, 14 episodi (2020-2022)
- I Greens in città (Big City Greens) – serie animata, episodi 2x10-3x12 (2020-2022)
- Star Trek: Prodigy – serie animata, 9 episodi (2022)

## Programmi televisivi
- Good Mythical Morning – serie web, episodio 16x42 (2019)
- Lengendary – talent show (2020) – giudice

## Radio
- I Weigh with Jameela Jamil , podcast (2020-2023)

## Riconoscimenti
- Ehlers-Danlos Society
  - 2019 – Avvocato dell'anno[15]
- Gold Derby Awards
  - 2018 – Candidatura al miglior cast dell'anno per The Good Place (condiviso con altri)
- IGN Summer Movie Awards
  - 2020 – Candidatura al miglior cast televisivo per The Good Place (condiviso con altri)
- International Online Cinema Awards
  - 2018 – Candidatura alla miglior attrice non protagonista in una serie commedia per The Good Place
- People's Choice Awards
  - 2019 – Candidatura alla miglior star in una serie TV commedia per The Good Place
  - 2020 – Candidatura alla miglior star trelevisiva comica per The Good Place
  - 2020 – Candidatura al Pop Podcast per I Weigh with Jameela Jamil
- Shorty Awards
  - 2020 – Phenom Award[113]
- The Queerties
  - 2020 – Candidatura come miglior amica etero

## Doppiatrici italiane
Nelle versioni in italiano delle opere in cui ha recitato, Jameela Jamil è stata doppiata da: 
- Gaia Bolognesi in The Good Place
- Ludovica Bebi in She-Hulk: Attorney at Law
- Ilaria Stagni in La probabilità statistica dell'amore a prima vista

Da doppiatrice è sostituita da:
- Gaia Bolognesi in Jurassic World - Nuove avventure, Elio
- Claudia Catani in DuckTales
- Angela Brusa in DC League of Super-Pets